# Sublime obsesión (película de 1935)
Sublime obsesión  es un largometraje estadounidense dirigido y producido por John M. Stahl. Fue estrenado en 1935 y está protagonizado por Irene Dunne y Robert Taylor. Se basa en la novela homónima de Lloyd C. Douglas.

## Sinopsis
Es un melodrama. Robert Merrick es un millonario irresponsable y torpe que destroza sin querer la vida de una mujer, Helen Hudson, que pierde a su marido y luego se queda ciega. Merrick decide redimirse sin que ella lo sepa, gracias a los consejos de un amigo de Helen, Edward Randolph. La película describe sus esfuerzos y cómo los sentimientos de Merrick hacia Helen evolucionan.